# 念念远山
《念念远山：一部迷恋史》（英語：Mountains of the Mind: A History of a Fascination）是英国作家罗伯特·麦克法兰（Robert Macfarlane）于2003年出版的一本书，探讨了人类对山峰的迷恋历史。这本书的标题取自诗人杰拉尔德·曼利·霍普金斯的诗句，内容结合了历史叙述与第一人称的个人体验。作者思考了为什么尽管危险重重，人们仍会被山峰吸引，并探讨了山峰如何对人类的想象力产生深远的影响，有时甚至是致命的吸引力。本书的主人公之一是登山家乔治·马洛里，写作受到西蒙·沙玛和弗朗西斯·斯帕福德等作家的影响。在书的最后，麦克法兰批评了马洛里过于专注于登山，而忽视了对妻子的陪伴，并表示自己已放弃高风险的登山活动。纽约时报的约翰·罗斯柴尔德 (John Rothchild) 对这本书大加赞赏，他写道：“书中充满了令人着迷的内容，以及一个巧妙的主题设定。但《念念远山》可能会让那些曾沉迷于登山的人回溯他们的成瘾经历，并对自己曾经的诗歌老师发起集体诉讼。” 

## 评价
《每日电讯报》汇总了多家出版物对这部小说的评论，使用了四个评分标准：“非常喜欢（Love It）”、“相当不错（Pretty Good）”、“还行（Ok）”和“糟糕（Rubbish）”。《泰晤士报》和《旁观者》的评论被列为“非常喜欢”，《卫报》、《独立报》、《星期日泰晤士报》、《星期日电讯报》、《观察家报》、《新政治家》、《文学评论》和TLS的评论可列为“相当不错”，《每日电讯报》的评论被认定为“还行”。

## 获奖
《念念远山》荣获了《卫报》首部图书奖和毛姆文学奖。  